# FG Food Labs
FG Food Labs was een restaurant in Rotterdam van chef-kok François Geurds. Van 2015 tot de sluiting in 2024 had de zaak een Michelinster. GaultMillau kende het restaurant 16,5 punten van de maximaal 20 punten toe.

## Locatie
Het restaurant was gevestigd in de Agniesebuurt, net buiten het centrum van Rotterdam. De eetgelegenheid was gesitueerd in het Hofpleinlijnviaduct, dit is de plint van een voormalig spoorlijn die door de stad liep. Er zaten verschillende winkels en restaurants gevestigd, waaronder twee zaken van François Geurds: FG Food Labs en daarnaast: FG Restaurant.

## Geschiedenis
Eigenaar en chef-kok François Geurds is actief geweest in topkeukens over de hele wereld. Tot 2004 werkte hij bij Parkheuvel onder Cees Helder en daarna enkele jaren als souschef bij The Fat Duck van chef Heston Blumenthal. Terug in Nederland opende hij in 2009 Ivy, later bekend als FG Restaurant. Vier jaar later kwam daar een nieuwe zaak bij, namelijk FG Food Labs. De eetgelegenheid werd op 22 januari 2014 geopend door Herman den Blijker en Victoria Koblenko. In september 2024 werd bekend dat het restaurant onder dezelfde eigenaar een ander laagdrempelig concept zal gaan voeren als grillrestaurant.

### Erkenning
De eetgelegenheid werd in 2015 onderscheiden met een Michelinster. GaultMillau kende het restaurant in 2024 16,5 van de 20 punten toe. De Nederlandse culinaire gids Lekker had FG Food Labs jaren in hun top 100 staan. De hoogste notering was in 2022, toen stond het restaurant op plaats 43 van beste restaurants van Nederland. Bij de sluiting in 2024 verloor de zaak zijn Michelinster.